# Leptostylus metallicus
Leptostylus metallicus is een keversoort uit de familie van de boktorren (Cerambycidae). De wetenschappelijke naam van de soort werd voor het eerst geldig gepubliceerd in 1880 door Bates.